# Sojoez TMA-10M
Sojoez TMA-10M (Russisch: Союз ТМА-10M) was een bemande ruimtevlucht naar het Internationaal ruimtestation ISS met aan boord drie leden van ISS Expeditie 37. Sojoez TMA-10M werd gelanceerd om 20:58 UTC op 25 september 2013 vanaf de lanceerbasis Baikonoer met een Sojoez-FG draagraket. De Sojoez werd ongeveer zes uur na de lancering aan het ISS gekoppeld. Door deze lancering moest de koppeling van de eerste Cygnus-module met het ISS een tweede maal uitgesteld worden, nadat die eerst door een softwarefout was mislukt.

## Bemanning
De driekoppige bemanning bestond uit:
- Oleg Kotov ( Rusland), bevelvoerder; 3e ruimtevlucht
- Sergej Rjazanski ( Rusland), vluchtingenieur; 1e ruimtevlucht
- Michael S. Hopkins ( Verenigde Staten), vluchtingenieur, 1e ruimtevlucht

Ze losten de bemanning van de Sojoez TMA-08M af, die op 10 september het ISS had verlaten, en ze vervoegden de bemanning van Sojoez TMA-09M (Fjodor Joertsjichin, Karen Nyberg en Luca Parmitano) die sedert 29 mei 2013 in het ruimtestation verbleef. Nadat Sojoez TMA-09M op 10 november 2013 van het ISS was losgekoppeld en naar de aarde teruggekeerd, begonnen Kotov, Rjazanski en Hopkins met ISS Expeditie 38, samen met de bemanning van Sojoez TMA-11M (Michail Tjoerin, Richard Mastracchio en Koichi Wakata) die op 7 november 2013 in het ISS was aangekomen.

## Olympische fakkel
Tussen de aankomst van Sojoez TMA-11M en het vertrek van Sojoez TMA-09M waren er drie Sojoez-capsules gekoppeld aan het ISS. De bemanning van TMA-11M bracht de olympische fakkel mee naar het ISS in aanloop naar de Olympische Winterspelen 2014 in Sotsji. Op 9 november 2013 maakten Kotov en Rjazanski een ruimtewandeling waarbij ze de fakkel - uiteraard gedoofd - mee naar buiten namen. De fakkel keerde naar de aarde terug met Sojoez TMA-09M.

## Terugkeer
Sojoez TMA-10M met de drie astronauten aan boord werd losgekoppeld van het ISS op 11 maart 2014 om 00:02 UTC. De capsule landde dezelfde dag in Kazachstan om 03:23 UTC.

## Reservebemanning
De reservebemanning bestond uit:
- Aleksandr Skvortsov, bevelvoerder (Rusland/Roskosmos)
- Oleg Artemjev, vluchtingenieur (Rusland/Roskosmos)
- Steven Ray Swanson, vluchtingenieur (USA/NASA).

TMA-1 · TMA-2 · TMA-3 · TMA-4 · TMA-5 · TMA-6 · TMA-7 · TMA-8 · TMA-9 · TMA-10 · TMA-11 · TMA-12 · TMA-13 · TMA-14 · TMA-15 · TMA-16 · TMA-17 · TMA-18 · TMA-19 · TMA-01M · TMA-20 · TMA-21 · TMA-02M · TMA-22 · TMA-03M · TMA-04M · TMA-05M · TMA-06M · TMA-07M · TMA-08M  · TMA-09M · TMA-10M · TMA-11M · TMA-12M · TMA-13M · TMA-14M · TMA-15M · TMA-16M · TMA-17M · TMA-18M · TMA-19M · TMA-20M